# 細谷敏幸
細谷 敏幸 (ほそや としゆき 1964年7月1日 - ) は、日本の実業家。三越伊勢丹ホールディングス代表執行役社長兼CEO。

## 来歴
1987年早稲田大学法学部卒業後、伊勢丹入社。
- 2015年4月：三越伊勢丹執行役員 営業本部商品統括部 婦人雑貨統括部長
- 2016年4月：同執行役員 営業本部商品統括部 婦人雑貨統括部長兼営業本部商品統括部 特選・宝飾時計統括部長
- 2017年4月：三越伊勢丹ホールディングス執行役員 経営戦略本部経営企画部長
- 2018年4月：岩田屋三越代表取締役社長執行役員[1]
- 2021年
  - 4月：三越伊勢丹ホールディングス代表執行役社長・CEO、三越伊勢丹代表取締役社長執行役員[2]
  - 6月：三越伊勢丹ホールディングス取締役・代表執行役社長・CEO
  - 8月：新光三越百貨股份有限公司董事